# 高橋宏之

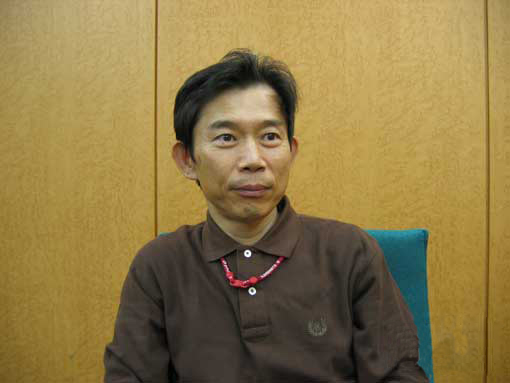
高橋宏之

高橋 宏之（たかはし ひろゆき、1957年10月30日 - ）は日本のゲームクリエイター。東京都出身。キャメロット代表取締役社長。弟は副社長である高橋秀五。

## 略歴
不動産関係の職を経てエニックスに所属し、ドラゴンクエストシリーズの制作アシスタントを務めていた。
1990年、当時チュンソフトに在籍していた内藤寬らドラゴンクエストスタッフと共に独立。クライマックスを設立し、セガのもとで『シャイニング&ザ・ダクネス』を開発。1991年、ビジネスソフトメーカーにいた弟の秀五とクライマックスのスタッフ一名を連れ、セガの出資を受けてソニックを設立。クライマックス、ソニックの両社の社長を兼ね、『シャイニング・フォース 神々の遺産』を両社で共同開発する。その後、クライマックスの経営を内藤寬に任せて、『シャイニング・フォースII 古えの封印』をソニック単独で開発する。
1994年、SCEの誘いを受けキャメロットを設立。そちらは弟の秀五に任せ、宏之はソニックでセガのゲームの開発を続ける。キャメロットが軌道に乗った所でキャメロットを存続会社としてソニックと合併、宏之は社長に就任する。
宏之が社長に就任したのと同時期に、キャメロットは任天堂からゲームの開発を受けるようになり、マリオテニス・マリオゴルフシリーズの開発を続ける。その傍らGBAで本格RPGの『黄金の太陽シリーズ』（任天堂発売）を送り出した。2006年に「Gプラネット構想」、オンラインPCゲーム『ゴルフだいすき!』の開発、そして家庭用ゲームソフト開発はしばらく行わない事を発表するが、翌2007年には翻意し、カプコンより『WE LOVE GOLF!』（Wii）を発表した。さらに2010年発売の『黄金の太陽 漆黒なる夜明け』で任天堂ゲームの開発請負を再開した。

## 人物
RPG作品を開発する場合は殆どのソフトでシナリオを担当しているが、非常に独特な、英文翻訳調の硬い文章で知られる。
弟・秀五と共に大のゴルフとプログレ好きで、ビヨンド・ザ・ビヨンド以降の作品の音楽を桜庭統が担当しているのもその事による。

ドラゴンクエストIVの製作時に聴いたすぎやまこういちの曲の一部にプログレ的な要素を感じたことがきっかけとなり、独立当初から本格的なプログレをBGMとしたRPGを作りたいと考え、社員の宇野正明からの紹介で桜庭と知り合う（宇野はウルフ・チーム時代の桜庭の先輩）。

しかし、高橋兄弟の嗜好対象としてのプログレは主に70年代までのイギリス、イタリア、フランスを中心としたヨーロピアンプログレが主であり、桜庭がバンド活動をしていた80年代後半は兄弟共にゲーム会社勤務で忙しかった事もあり、当時のジャパニーズプログレは興味の範疇外であった。

その為に紹介された当初は桜庭の実力について懐疑的であったが、実際に仕上がってきた曲の出来やプログレ専門誌の評価などで桜庭の実力を知り、現在では全幅の信頼を寄せていると語っている。

## 作品
シャイニング・シリーズ
- シャイニング&ザ・ダクネス：シナリオ、プロデュース
- シャイニング・フォース 神々の遺産：ゲームデザイン、シナリオ（和智正喜と共同）、テキスト、プロデュース
- シャイニング・フォース外伝 遠征・邪神の国へ：シナリオ、プロデュース
- シャイニング・フォース外伝II 邪神の覚醒：シナリオ（高橋秀五と共同）、プロデュース
- シャイニング・フォースII 古えの封印：シナリオ、プロデュース
- シャイニング・ウィズダム：シナリオ、マップデザイン、プロデュース
- シャイニング・ザ・ホーリィアーク：ゲームデザイン、プロデュース
- シャイニング・フォースIII：原作・シナリオ、ゲームデザイン、プロデュース

マリオゴルフシリーズ
- マリオゴルフ64：ゲームデザイン、プロデュース（波多野信治と共同）
- マリオゴルフGB：シナリオ・ゲームデザイン、プロデュース（波多野信治と共同）
- モバイルゴルフ：シナリオ・ゲームデザイン、プロデュース（波多野信治と共同）
- マリオゴルフ ファミリーツアー：ゲームデザイン、プロデュース（波多野信治と共同）
- マリオゴルフGBAツアー：シナリオ・ゲームデザイン、プロデュース（波多野信治と共同）
- マリオゴルフ ワールドツアー：シナリオ、リードゲームデザイン（高橋秀五と共同）、プロデュース（伊豆野敏晴と共同）

マリオテニスシリーズ
- マリオテニス64：ゲームデザイン、プロデュース（波多野信治と共同）
- マリオテニスGB：シナリオ・ゲームデザイン、プロデュース（波多野信治と共同）
- マリオテニスGC：ゲームデザイン、プロデュース（波多野信治と共同）
- マリオテニスアドバンス：シナリオ・ゲームデザイン、プロデュース（波多野信治と共同）
- マリオテニス オープン：リードゲームデザイン・プロデュース（高橋秀五と共同）
- マリオテニス ウルトラスマッシュ：リードゲームデザイン（高橋秀五と共同）、プロデュース（伊豆野敏晴と共同）
- マリオテニス エース：リードゲームデザイン（高橋秀五と共同）、プロデュース（伊豆野敏晴、野中豊和、寺崎啓祐と共同）

黄金の太陽シリーズ
- 黄金の太陽 開かれし封印：企画、シナリオ、プロデュース（波多野信治と共同）
- 黄金の太陽 失われし時代：企画、シナリオ、プロデュース（波多野信治と共同）
- 黄金の太陽 漆黒なる夜明け：ゲームデザイン、シナリオ、プロデュース

その他
- Dragon Warrior II (ドラゴンクエストII 悪霊の神々 北米版)：エグゼクティブプロデューサー
- ドラゴンクエストIV 導かれし者たち：プロデュース補佐
- ゴルフだいすき！：プロデュース
- WE LOVE GOLF!
- マリオスポーツ スーパースターズ（テニス・ゴルフ）：リードゲームデザイン・プロデュース（高橋秀五と共同）